# Chang'e 8
Chang'e 8 (chinois : 嫦娥八号 ; pinyin : cháng'é bā hào, de Chang'e, déesse de la Lune dans la mythologie chinoise) est une mission spatiale à destination de la Lune développée par l'agence spatiale chinoise (CNSA) combinant un orbiteur, un atterrisseur, un astromobile, et un robot capable d'effectuer des manipulations délicates. La mission qui doit se poser au pôle sud de la Lune a pour objectif d'étudier les ressources et l'environnement afin de préparer de futures missions. Elle doit être lancée en 2028.

## Contexte
La mission Chang'e 8 est la deuxième mission de la quatrième phase du programme chinois d'exploration lunaire (CLEP) dont fait également partie Chang'e 7 qui doit être lancée en 2023 ou 2024. Au cours de la première phase, la Chine a développé et mis en œuvre deux orbiteurs lunaires, Chang'e 1 (lancement en 2007) et Chang'e 2 (2010). La deuxième phase, qui comprend les missions Chang'e 3 (2013) et Chang'e 4 (2018), permis de déployer sur le sol lunaire des astromobiles qui explorent la surface de la Lune. Chang'e 4 réalise une première en se posant sur la face cachée de la Lune. La troisième phase comprend deux missions de retour d'échantillons, Chang'e 5 lancée en 2020 et Chang'e 6 (2024). La quatrième phase du programme lunaire chinois a pour objectif d'étudier la région du pôle sud lunaire caractérisée par des dépôts de glace d'eau et un ensoleillement par endroit quasi permanent qui favorise l'envoi d'une expédition humaine. Les deux missions programmées, Chang'e 7 (lancement prévu en 2026) et Chang'e 8, sont pratiquement identiques et comprennent à la fois un astromobile, un orbiteur et un engin se déplaçant sur 6 pattes.
Chang'e 8 est, comme les missions précédentes, développée par la CASC, le principal industriel chinois du secteur spatial.

## Objectifs de la mission
Chang'e 8, comme sa mission jumelle Chang'e 7 lancée en 2028, a pour objectif principal l'étude du pôle sud de la Lune en particulier de ses ressources en glace d'eau. Quatre sites d'atterrissage, situés dans cette région, ont été sélectionnés : 
- le cratère Amundsen
- le cratère Leibniz Beta
- le cratère Cabeus
- la crête située entre les cratères Shackleton et De Gerlache.

## Caractéristiques techniques
La sonde spatiale comprend plusieurs éléments :
- Un orbiteur qui sera placé en orbite autour de la Lune. L'orbiteur a une mission de longue durée. Parmi ses instruments figurent la caméra haute résolution HiRIC embarquée sur la sonde chinoise Tianwen 2 qui sera lancée en 2025[1],[2] :
  - Un atterrisseur emportant plusieurs instruments : une caméra utilisée pour l'atterrissage, une caméra pour effectuer des relevés topographiques du site d'atterrissage,un sismomètre, un thermomètre pour mesurer le flux de chaleur interne remontant du sous-sol, un instrument de mesure des champs électriques à faible fréquence, un radiomètre et imageur multi-spectral pour l'observation de la Terre, un télescope à rayons X doux et un équipement expérimental pour l'utilisation des ressources in-situ.
  - Un astromobile, Yutu 4, similaire à ceux amenés par les missions chinois précédentes. Il embarque des caméras pouvant réaliser des panoramiques, des caméras thermiques et un radar permettant d'étudier le sous-sol. Il emportera en plus pour cette mission un équipement permettant de collecter du régolithe qui sera ramené sur Terre par une future mission. Contrairement aux astromobiles précédents qui débarquent sur la Lune en utilisant des rampes intégrées à l'atterrisseur et déployées une fois celui-ci arrivé sur la Lune, Yutu 4 sera déposé à la surface par une grue.
  - Un petit engin monté sur six roues capable d'effectuer d'effectuer des manipulations délicates  remplace Feiyueqi 1 emporté par Chang'e 7 aux capacités plus limitées.

Les trois éléments qui se poseront sur le sol lunaire (atterrisseur, astromobile et engin "sauteur") sont équipés de panneaux solaires verticaux pour optimiser la collecte des rayons solaires compte tenu de l'éclairage rasant permanent caractérisant les pôles. La taille de ceux-ci est plus importante que sur la mission Chang'e 7.

### Coopération internationale
Dans le cadre de la mission Chang'e 8 la Chine prévoit de réserver 200 kilogrammes de charge utile pour les instruments fournis par d'autres nations.

## Déroulement de la mission
La mission Chang'e 8 sera lancée avant 2030 par une fusée Longue Marche 5 décollant depuis la base de lancement de Wenchang. Après avoir largué l'orbiteur, l'atterrisseur se posera sur le rebord d'un cratère situé près du pôle sud de la Lune .  